# Valentin Bigote
Valentin Bigote, né le 13 janvier 1992 à Grande-Synthe, Nord, est un joueur français de basket-ball. Il mesure 1,96 m et évolue aux postes d'arrière et d'ailier.

## Biographie

### Olympique Grande-Synthe (1996-2010)
Formé à l'Olympique Grande-Synthe où il a commencé le basket à l'âge de quatre ans, il intègre l'équipe première du club où il a un rôle majeur en Nationale 3.

### Gravelines-Dunkerque (2010-2014)
En 2010, il intègre l'équipe Espoirs du BCM Gravelines-Dunkerque.

#### SOM boulonnais (2012-2013)
En juin 2012, Valentin Bigote est prêté pour une saison au SOM boulonnais, club de Pro B.

#### AS Denain Voltaire (2013-2014)
Le 31 mai 2013, il est prêté par Gravelines-Dunkerque à l'AS Denain Voltaire.

### SLUC Nancy Basket (2014-2015)
En juin 2014, il s'engage avec le SLUC Nancy Basket pour deux saisons.

### Hermine de Nantes Atlantique (2015-2017)
Le 29 juin 2015, il quitte Nancy et s'engage pour deux ans avec l'Hermine de Nantes Atlantique en Pro B.
Le 12 avril 2016, il est nommé MVP de la 26e journée de Pro B en ayant marqué 28 points (à 9 sur 13 aux tirs dont 5 sur 8 à trois points), quatre passes décisives et un rebond pour 27 évaluation en 28 minutes dans la victoire 89 à 77 à l'ALM Évreux Basket.

### Jeanne d’Arc Dijon Basket (2017-2018)
Le 23 juin 2017, il revient en première division en signant à la JDA Dijon.
Le 16 mai 2018, il est nommé meilleur joueur du mois d'avril de Jeep Élite avec des moyennes de 17 points, 4 rebonds et 2,5 passes décisives en 25 minutes par match sur six rencontres disputées.

### Le Mans Sarthe Basket (2018-2021)
Le 29 juin 2018, il quitte la Bourgogne pour la Sarthe où il s'engage avec Le Mans Sarthe Basket,.
Le 19 juin 2019, il prolonge son contrat jusqu'en 2022 avec Le Mans.

### Bilbao Basket (2021-2022)
En juillet 2021, il quitte le Mans et s'engage avec Bilbao Basket pour une saison.

### STB Le Havre (depuis février 2022)
En février 2022, le natif de Grande-Synthe créé la surprise en décidant de rejoindre le STB Le Havre, club de Nationale 1.

## Clubs successifs
- 1996-2010 :  Olympique Grande-Synthe
- 2010-2012 :  Basket Club Maritime Gravelines Dunkerque Grand Littoral (Pro A)
- 2012-2013 :  Stade olympique maritime boulonnais (Pro B)
- 2013-2014 :  Association sportive Cail Denain Voltaire Porte du Hainaut (Pro B)
- 2014-2015 :  SLUC Nancy Basket (Pro A)
- 2015-2017 :  Hermine de Nantes Atlantique (Pro B)
- 2017-2018 :  Jeanne d’Arc Dijon Basket (Jeep Élite)
- 2018-2021 :  Le Mans Sarthe Basket (Jeep Élite)
- 2021-2022:  Bilbao Basket (Liga Endesa)
- 2022 :  Saint Thomas Basket Le Havre (Nationale 1)

## Palmarès

### En club
- Vainqueur du Trophée du futur : 2012

### Équipe nationale
- 7e au Championnat d'Europe des 18 ans et moins en 2010

## Statistiques

### Saison régulière
| Saison         | Équipe               | Matchs | Titul. | Min./m | % Tir | % 3pts | % LF | Rbds/m. | Pass/m. | Int/m. | Ctr/m. | Pts/m. |
| -------------- | -------------------- | ------ | ------ | ------ | ----- | ------ | ---- | ------- | ------- | ------ | ------ | ------ |
| 2010-2011      | Gravelines-Dunkerque | 30     | 30     | 30,2   | 49,3  | 40,3   | 78,6 | 4,53    | 2,97    | 1,73   | 0,27   | 17,10  |
| 2011-2012      | Gravelines-Dunkerque | 30     | 29     | 30,7   | 50,3  | 38,2   | 80,0 | 4,77    | 4,13    | 1,30   | 0,27   | 18,10  |
| Total Espoirs  | Total Espoirs        | 60     | 59     | 30,5   | 49,8  | 39,3   | 79,3 | 4,65    | 3,55    | 1,52   | 0,42   | 17,60  |
| 2010-2011      | Gravelines-Dunkerque | 2      | 0      | 1,5    | 0,0   | 0,0    | 0,0  | 0,00    | 0,00    | 0,00   | 0,00   | 0,00   |
| 2011-2012      | Gravelines-Dunkerque | 11     | 0      | 2,8    | 58,3  | 33,3   | 70,0 | 0,18    | 0,09    | 0,00   | 0,00   | 2,09   |
| 2014-2015      | Nancy                | 30     | 1      | 6,5    | 42,2  | 42,4   | 80,0 | 0,97    | 0,50    | 0,07   | 0,03   | 2,53   |
| 2017-2018      | Dijon                | 34     | 8      | 21,7   | 46,5  | 30,6   | 87,8 | 2,94    | 1,35    | 0,71   | 0,21   | 10,00  |
| 2018-2019      | Le Mans              | 33     | 20     | 21,8   | 49,3  | 38,5   | 87,5 | 3,09    | 1,15    | 0,67   | 0,12   | 11,97  |
| 2019-2020      | Le Mans              | 25     | 7      | 22,8   | 47,2  | 37,1   | 90,7 | 1,88    | 2,00    | 0,68   | 0,08   | 12,12  |
| Total Pro A    | Total Pro A          | 135    | 36     | 16,7   | 47,4  | 35,8   | 87,6 | 2,07    | 1,11    | 0,48   | 0,10   | 8,42   |
| 2012-2013      | Boulogne-sur-Mer     | 32     | 15     | 20,8   | 45,1  | 26,9   | 80,4 | 3,16    | 1,97    | 1,00   | 0,13   | 8,06   |
| 2013-2014      | AS Denain Voltaire   | 43     | 13     | 20,0   | 47,8  | 40,5   | 76,2 | 2,88    | 1,23    | 0,60   | 0,16   | 9,84   |
| 2015-2016      | Nantes               | 34     | 32     | 27,0   | 43,9  | 41,8   | 84,9 | 3,47    | 3,15    | 1,00   | 0,26   | 14,26  |
| 2016-2017      | Nantes               | 34     | 33     | 27,9   | 44,3  | 36,0   | 82,4 | 3,50    | 1,97    | 0,97   | 0,09   | 15,38  |
| Total Pro B    | Total Pro B          | 143    | 93     | 23,7   | 45,1  | 38,0   | 81,1 | 3,23    | 2,03    | 0,87   | 0,16   | 11,81  |
| Semaine des As | Semaine des As       | 1      | 0      | 3,0    | 0,0   | 0,0    | 0,0  | 0,00    | 0,00    | 1,00   | 0,00   | 0,00   |
| Leaders Cup    | Leaders Cup          | 2      | 0      | 2,5    | 0,0   | 0,0    | 0,0  | 0,50    | 0,50    | 0,00   | 0,00   | 0,00   |
| EuroCoupe      | EuroCoupe            | 6      | 1      | 11,1   | 31,6  | 14,3   | 25,0 | 0,5     | 0,5     | 0,2    | 0,2    | 2,3    |

### Playoffs
| Saison      | Équipe               | Matchs | Titul. | Min./m | % Tir | % 3pts | % LF  | Rbds/m. | Pass/m. | Int/m. | Ctr/m. | Pts/m. |
| ----------- | -------------------- | ------ | ------ | ------ | ----- | ------ | ----- | ------- | ------- | ------ | ------ | ------ |
| 2010-2011   | Gravelines-Dunkerque | 0      | 0      | 0,0    | 0,0   | 0,0    | 0,0   | 0,0     | 0,0     | 0,0    | 0,0    | 0,0    |
| 2011-2012   | Gravelines-Dunkerque | 0      | 0      | 0,0    | 0,0   | 0,0    | 0,0   | 0,0     | 0,0     | 0,0    | 0,0    | 0,0    |
| 2014-2015   | Nancy                | 3      | 0      | 8,3    | 22,3  | 0,0    | 49,3  | 2,33    | 1,00    | 0,33   | 0,00   | 1,67   |
| 2017-2018   | Dijon                | 2      | 2      | 26,5   | 70,0  | 55,6   | 81,8  | 2,50    | 1,50    | 2,00   | 0,00   | 21,00  |
| 2018-2019   | Le Mans              | 2      | 1      | 15,0   | 20,0  | 0,0    | 50,0  | 1,50    | 0,50    | 0,00   | 0,00   | 2,50   |
| Total Pro A | Total Pro A          | 7      | 3      | 15,4   | 46,2  | 38,4   | 73,2  | 2,14    | 1,00    | 0,71   | 0,00   | 7,42   |
| 2012-2013   | Boulogne-sur-Mer     | 3      | 1      | 23,0   | 71,4  | 66,7   | 100,0 | 5,67    | 1,33    | 0,67   | 0,00   | 11,33  |
| 2015-2016   | Nantes               | 2      | 2      | 26,0   | 31,8  | 25,0   | 50,0  | 1,50    | 1,00    | 1,00   | 0,50   | 9,00   |
| 2016-2017   | Nantes               | 8      | 5      | 27,0   | 50,0  | 44,4   | 88,2  | 2,75    | 1,25    | 0,88   | 0,25   | 17,13  |
| Total Pro B | Total Pro B          | 13     | 8      | 25,5   | 49,3  | 42,0   | 90,3  | 3,23    | 1,23    | 0,85   | 0,15   | 14,54  |

### Records
| Type statistique           | Saison régulière | Saison régulière | Saison régulière | Playoffs | Playoffs   | Playoffs    | Espoir | Espoir            | Espoir           |
| Type statistique           | Record           | Adversaire       | Date             | Record   | Adversaire | Date        | Record | Adversaire        | Date             |
| -------------------------- | ---------------- | ---------------- | ---------------- | -------- | ---------- | ----------- | ------ | ----------------- | ---------------- |
| Points en un match         | 30               | Antibes          | 10 avril 2019    | 22       | Antibes    | 14 mai 2013 | 32     | Chalon-sur-Saône  | 16 mai 2012      |
| Tirs à 2 points réussis    | 12               | Boulogne-sur-Mer | 9 décembre 2016  | 6        | Antibes    | 14 mai 2013 | 12     | Poitiers          | 25 avril 2012    |
| Tirs à 2 points tentés     | 21               | Boulogne-sur-Mer | 9 décembre 2016  | 8        | Antibes    | 14 mai 2013 | 12     | 2 fois            |                  |
| Paniers à 3 points réussis | 7                | Orchies          | 16 février 2016  | 2        | Antibes    | 14 mai 2013 | 6      | @ Strasbourg      | 31 mars 2012     |
| Paniers à 3 points tentés  | 13               | Orchies          | 16 février 2016  | 3        | Antibes    | 14 mai 2013 | 11     | @ Strasbourg      | 31 mars 2012     |
| Lancers francs réussis     | 9                | 4 fois           |                  | 8        | Antibes    | 14 mai 2013 | 14     | @ Pau-Lacq-Orthez | 21 avril 2012    |
| Lancers francs tentés      | 10               | 3 fois           |                  | 8        | Antibes    | 14 mai 2013 | 15     | @ Pau-Lacq-Orthez | 21 avril 2012    |
| Rebonds offensifs          | 5                | @ Évreux         | 4 avril 2017     | 3        | @ Antibes  | 16 mai 2013 | 4      | Chalon-sur-Saône  | 16 mai 2012      |
| Rebonds défensifs          | 7                | 3 fois           |                  | 7        | Antibes    | 14 mai 2013 | 11     | @ Orléans         | 23 mars 2012     |
| Rebonds totaux             | 9                | 4 fois           |                  | 8        | Antibes    | 14 mai 2013 | 11     | @ Orléans         | 23 mars 2012     |
| Passes décisives           | 8                | @ Rouen          | 15 mars 2013     | 2        | 2 fois     |             | 10     | Cholet            | 25 février 2012  |
| Interceptions              | 6                | @ Fos-sur-Mer    | 21 octobre 2016  | 2        | @ Antibes  | 16 mai 2013 | 4      | Le Havre          | 23 décembre 2011 |
| Dunks                      | 1                | 6 fois           |                  |          |            |             |        |                   |                  |
| Contres                    | 2                | 2 fois           |                  |          |            |             | 2      | @ Paris-Levallois | 5 mai 2012       |
| Balles perdues             | 7                | @ Fos-sur-Mer    | 21 octobre 2016  | 2        | Antibes    | 18 mai 2013 | 10     | Orléans           | 16 décembre 2011 |
| Minutes jouées             | 38               | 2 fois           |                  | 29       | Antibes    | 14 mai 2013 | 40     | Orléans           | 16 décembre 2011 |

## Vie privée
Ses parents sont Pascale Morel et Éric Bigote. Sa mère est une ancienne joueuse de basket-ball en Nationale 2 avec Grande-Synthe, Dunkerque et Calais et membre du Comité Directeur de l'Olympique Grande-Synthe. Son père est entraîneur au BCM Gravelines.
Il est le frère cadet de Mathieu Bigote, basketteur professionnel.
Le 13 septembre 2013, sa mère décède à l'âge de 53 ans.